# El Tarf tartomány
At-Tárif tartomány (francia átírással El Tarf vagy El Taref, arabul ولاية الطارف), Algéria 48 tartományának (vilaja) egyike. Székhelye El Tarf. Területe 3339 km², 2008-ban 408 414 lakosa volt, népsűrűsége 122 fő/km². Rendszámtábla-kódja 36.
A tartományt 1983. december 15-én hozták létre az ország közigazgatási átszervezésekor, Annába és Gelma tartományok egyes részeiből.

## Fekvése
Az ország északkeleti sarkában, a tunéziai határnál található, a Földközi-tenger algériai partszakaszának legkeletibb részén. Délről Szúk Ahrász, délkeletről Gelma, nyugatról pedig Annába tartományokkal határos. A tartomány a történelmi Krumíria (mely nevét az egykor itt élt berber törzsszövetségől, a krumírokról kapta) nyugati részét foglalja el. Az ország egyik legcsapadékosabb tartománya (évi 1000–1500 mm csapadék).
A Tell-Atlasz részét alkotó Medzserda-hegység a tartomány déli részén 1100 méter fölé magasodik, részben ez alkotja a határt Tunézia felé. A tartomány hegyeiben kiterjedt paratölgy- és kanári-tölgy-erdőségek vannak. A hegyekből érkező Ved el-Kebír és Bú Namússza-folyók hordaléka a tartomány nyugati részén a termékeny Bú Namússza-síkságot töltötte fel. A folyók hegyvidéki szakaszain duzzasztógátakat hoztak létre energiatermelési és vízgazdálkodási céllal (öntözéses gazdálkodás a Bú Namússza-síkságon). A legnagyobb víztározó, az 1965-ben épült Séfija, egyben Annába vízellátásában és az el hadzsári acélmű szükségletének biztosításában is fontos szerepet játszik.
Al-Kála (a tartomány egyetlen kikötője) környékén három nagyobb tó található:
- Tonga-tó
- Ubejra-tó
- Mellah-tó

1983-ban hozták létre a tartomány keleti részén 800 km²-es területen az Al-Kála Nemzeti Parkot.

## Népesség[3]
- 1966: 123 624
- 1977. 193 497
- 1987: 276 836
- 1998: 352 588
- 2008: 408 414

## Közigazgatás
A tartomány területe 24 községre (baladija) és 7 járásra (daira) oszlik.

### Községek
| Község             | Járás      | Terület (km²) | Népesség (2008) | Népsűrűség (2008, fő/km²) |
| ------------------ | ---------- | ------------- | --------------- | ------------------------- |
| Ajn el-Ásszel      | At-Tárif   | 97            | 16285           | 168                       |
| Ajn Kerma          | Buhadzsár  | 111           | 14377           | 130                       |
| Aszfúr             | Beszbesz   | 106           | 11477           | 108                       |
| Ben Mehídi         | Ben Mehídi | 153           | 33262           | 217                       |
| Berrihán           | Ben Mehídi | 203           | 9605            | 47                        |
| Beszbesz           | Beszbesz   | 124           | 46341           | 374                       |
| Bugusz             | At-Tárif   | 217           | 11234           | 52                        |
| Buhadzsár          | Buhadzsár  | 92            | 20215           | 220                       |
| Buteldzsa          | Buteldzsa  | 115           | 17738           | 154                       |
| Sebajta Mohtar     | Dréan      | 42            | 23135           | 551                       |
| Sefija             | Buteldzsa  | 192           | 8195            | 43                        |
| Siháni             | Dréan      | 202           | 10094           | 50                        |
| Dréan              | Dréan      | 48            | 37686           | 785                       |
| Esatt              | Ben Mehídi | 62            | 34378           | 555                       |
| El Ajún            | Al-Kála    | 47            | 5347            | 114                       |
| Al-Kála            | Al-Kála    | 289           | 28411           | 98                        |
| At-Tárif           | At-Tárif   | 113           | 25594           | 226                       |
| Hammám Beni Szalah | Buhadzsár  | 210           | 5235            | 25                        |
| Lac des Oiseaux    | Buteldzsa  | 86            | 10624           | 124                       |
| Ved Zitún          | Buhadzsár  | 51            | 5881            | 115                       |
| Raml Szúk          | Al-Kála    | 50            | 4356            | 88                        |
| Szuareh            | Al-Kála    | 88            | 8173            | 93                        |
| Zerizer            | Beszbesz   | 30            | 11064           | 369                       |
| Zitúna             | At-Tárif   | 161           | 9736            | 61                        |

## Gazdaság
A tartomány területén 4 vízierőmű működik:
- Bugusz
- Buhrufa
- Séfija
- Meksza

Berrihán község területén, a Földközi-tenger partján 2008-2012 között épült fel az 1200 MW teljesítményű Kudijet Edráus gáztüzelésű hőerőmű. Az erőmű teljesítménye az ország kapacitásának 18%-át teszi ki.